# Марсіу Алешандре Енрікеш Гонсалвеш душ Сантуш
Марсіу Алешандре Енрікеш Гонсалвеш душ Сантуш (порт. Márcio Alexandre Henriques Gonçalves dos Santos, нар. 5 травня 1979, Лісабон) — португальський футболіст, що грав на позиції воротаря.
Виступав, зокрема, за клуби «Академіка» та «Мафра», а також молодіжну збірну Португалії.

## Клубна кар'єра
Народився 5 травня 1979 року в місті Лісабон. Вихованець футбольної школи клубу «Спортінг».
У дорослому футболі дебютував 1996 року виступами за команду «Лоуринаненсе», в якій провів два сезони. 
Згодом з 1998 по 2001 рік грав у складі команд «Реал Мадрид Кастілья» та «Фелгейраш».
Своєю грою за останню команду привернув увагу представників тренерського штабу клубу «Академіка», до складу якого приєднався 2001 року. Відіграв за клуб з Коїмбри наступні два сезони своєї ігрової кар'єри.
Протягом 2003—2008 років захищав кольори клубів «Ештрела», «Брашов», «Одівелаш», «Оліваїс» та «Одівелаш».
У 2008 році уклав контракт з клубом «Мафра», у складі якого провів наступні три роки своєї кар'єри гравця.  Більшість часу, проведеного у складі «Мафри», був основним голкіпером команди.
Завершив ігрову кар'єру у команді «Торреенсі», за яку виступав протягом 2011—2013 років.

## Виступи за збірні
У 1999 році дебютував у складі юнацької збірної Португалії (U-20).
Протягом 2000–2002 років залучався до складу молодіжної збірної Португалії. На молодіжному рівні зіграв у 12 офіційних матчах, пропустив 1 гол.

## Титули і досягнення
Збірні
- Чемпіон Європи (U-16): 1995